# Salamandra (film)
Pour l’article homonyme, voir Salamandra.

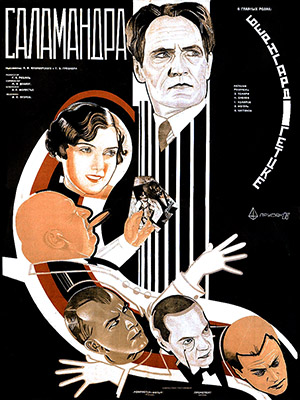
Affiche du film.

Salamandra ( Саламандра) est un film germano-soviétique réalisé par Grigori Roshal, sorti en 1928. Il s'agit d'un film sur des épisodes réels de la vie du biologiste et zoologue autrichien Paul Kammerer (1880-1926).

## Synopsis
Leipzig, en Allemagne, est une ville dirigée par le clergé et l'aristocratie, à une époque où le fascisme commence à émerger et où la classe ouvrière est obligée de vivre dans la pauvreté. Le professeur Zange qui y travaille est l’un des rares à se préoccuper des pauvres. Il utilise des salamandres pour ses expériences et apprend que leur hérédité dépend de facteurs externes. Lorsqu'il fait cette découverte, il devient une menace pour le système politique existant, et le clergé conspire avec l'aristocratie pour se débarrasser de lui.

## Fiche technique
- Réalisation : Grigori Roshal
- Scénario : Georgiy Grebner, Anatoli Lounatcharski
- Photographie : Louis Forestier, Phil Jutzi
- Production : Mezhrabpomfilm,  Prometheus-Film
- Pays : Allemagne  République de Weimar
- Durée : 90 minutes
- Date de sortie : 12 avril 1928

## Distribution
- Bernhard Goetzke : Professor Zange
- Natalya Rozenel : Felicia, sa femme
- Nikolaï Khmeliov : Prince Ruprecht Karlstein, fasciste
- Sergey Komarov : Pater Brzhezinskiy, jésuite
- Vladimir Fogel : baron-réactionnaire
- Aleksandr Chistyakov : Prayer, journaliste
- Mikhail Doller : Filonov, assistant de Zange
- Elza Temary : Bertha, assistante de Zange
- Anatoli Lounatcharski